# Jerzy Antkowiak
Zbigniew Jerzy Antkowiak (ur. 18 maja 1935 w Wolsztynie) – polski projektant mody, stylista.

## Życiorys
Studiował na Wydziale Malarstwa Państwowej Wyższej Szkoły Sztuk Plastycznych we Wrocławiu w latach 1953–1960. W 1961 podjął pracę jako projektant w Modzie Polskiej. W 1968 wraz z piątką projektantów stworzył nowy zespół Mody Polskiej. W latach 70. XX wieku Dom Mody Polskiej był członkiem „Chambre Syndicale de la Haute Couture”. Mieszkał w Komorowie przy al. Kasztanowej 2. Od 1979 do 1985 roku Jerzy Antkowiak był dyrektorem ds. wzornictwa w Modzie Polskiej.
W 1993 ukazała się jego książka Sekrety modnych pań (ISBN 83-85443-14-2), napisana wspólnie z Barbarą Żmijewską.
Odznaczony Złotym Medalem „Zasłużony Kulturze Gloria Artis” (2019).

## Pokazy mody (wybrane)
- 1966: Pokaz kolekcji karnawałowej Warszawa – współprojektant z Tulą Popławską[3]
- 1968: Pokaz Mody Polskiej w Paryżu[3]
- 1970: Pokaz Mody Polskiej w Pałacu Prymasowskim w Warszawie
- 1989: Pokaz mody męskiej w Komorowie[3]
- Pokaz mody pt. „Orient Ekspres” (lata 90.) na Targach Poznańskich
- Kolekcje dla Kurowa

## Cykl wykładów o modzie
- Cykliczne warsztaty o modzie w Zespole Szkół Projektowania i Stylizacji Ubioru w Sosnowcu[5][6]
- 2011: Fashion Week Kraków cyklu „Moda z bliska”[7][8]

## Filmografia
- 1995: film Szczur– obsada aktorska (jako juror konkursu „Najpiękniejsza”)[9]
- 2002: film dokumentalny Antkowiak – główny bohater filmu[10]
- 2006: film dokumentalny TVP Szafa Polska 1945-89 – jako on sam[11]